# St. Sebald (Helfenbrunn)

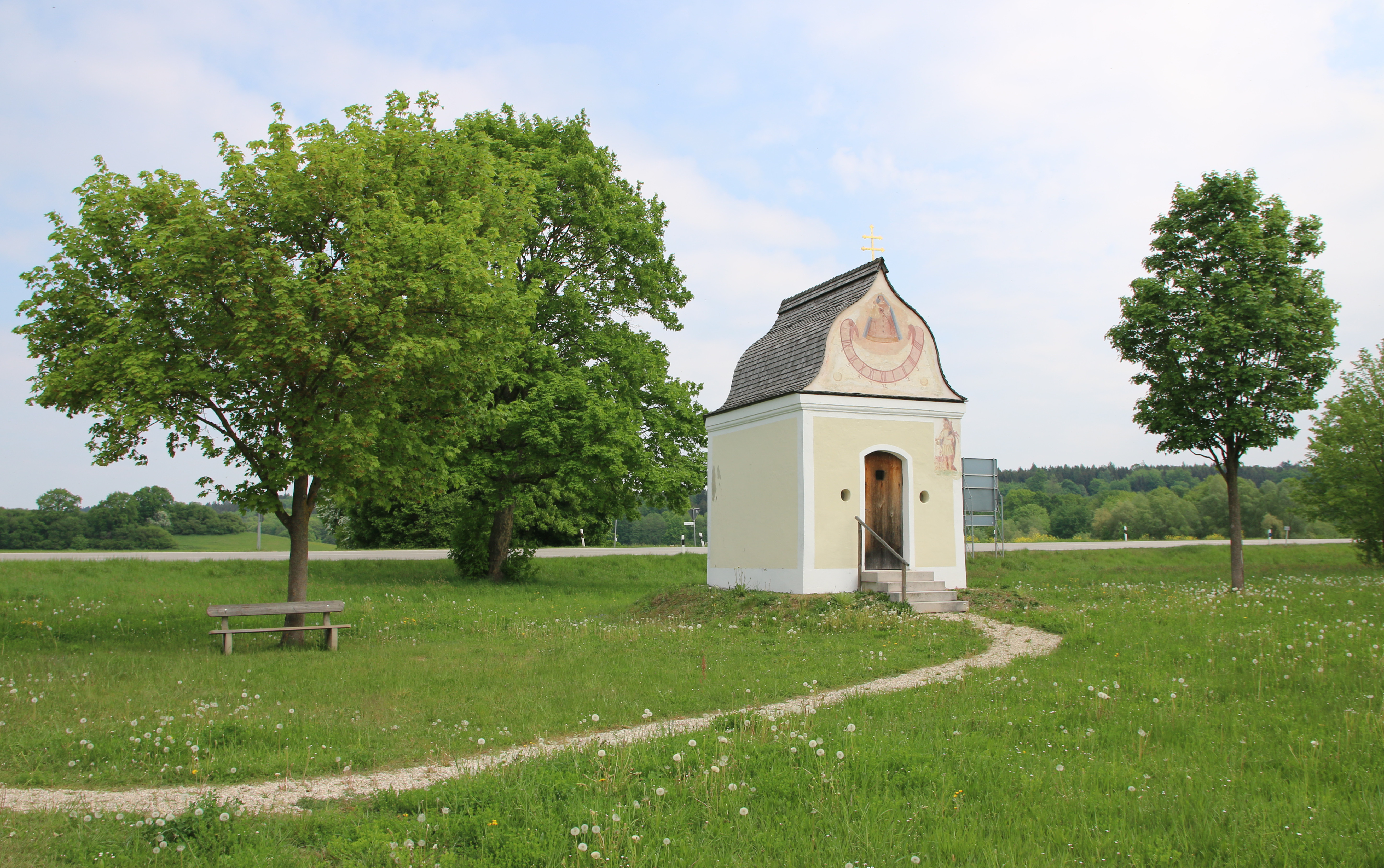
Die Dorfkapelle St. Sebald in Helfenbrunn

Die Kapelle St. Sebald ist die römisch-katholische Dorfkapelle von Helfenbrunn im oberbayerischen Landkreis Freising. Sie wurde 1697 im Stil des Barock an der Stelle eines Vorgängerbaus errichtet. Kirchenpatron ist der heilige Sebaldus von Nürnberg.

## Geschichte
Erstmals wird eine Kapelle in Helfenbrunn im Jahr 1694 schriftlich erwähnt. Der Überlieferung nach sollen in dem Hügel unter der Kapelle zwölf Kreuzritter begraben liegen. Im Jahr 1697 gab die Pfarrei in Palzing, zu der der Ort gehörte, dem Maurermeister aus Au in der Hallertau den Auftrag, die Kapelle von Grund auf neu zu mauern.
Die Sebaldikapelle entwickelte sich im 18. Jahrhundert zur Wallfahrtsstätte für die Bauern der näheren Umgebung. Zahlreiche Heiligenbilder und Votivtafeln geben Zeugnis von den Nöten, mit denen die Wallfahrer damals nach Helfenbrunn kamen.
In den Wirren der Säkularisation und der Auflösung des Stiftes Ilmmünster sollte die Kapelle 1803 abgebrochen werden, da die anfallenden Baureparaturen nicht mehr finanziert werden konnten. Die Bauern des Ortes wehrten sich gegen dieses Vorhaben, so dass die Sebaldikapelle den Kirchensturm überdauerte. Im Jahr 1861 wurde sie renoviert.